# 自由技術
自由技術是荷蘭一家電腦配件生產商，主要生產通用序列匯流排硬盤、閃存等電腦配件。它與1989年成立，總裁兼首席執行官為狄克·C·霍格雷廸克。

## 外部連結
- Freecom
- 2006 Freecom corporate brochure (PDF)